# Сарожа (деревня)
Сарожа — деревня в Борском сельском поселении Тихвинского района Ленинградской области.

## История
Деревня Сарожа упоминается на «Специальной карте западной части России» Ф. Ф. Шуберта 1844 года.

САРОЖА — деревня Дубровского общества, Пашекожельского прихода. Река Пинега.

Крестьянских дворов — 37. Строений — 88, в том числе жилых — 63. Питейный дом.

Число жителей по семейным спискам 1879 г.: 125 м. п., 139 ж. п.; по приходским сведениям 1879 г.: 87 м. п., 102 ж. п.

Сборник Центрального статистического комитета описывал её так:

САРОЖА — деревня бывшая государственная, дворов — 42, жителей — 264; Часовня, лавка, почтовая станция. (1885 год)

В конце XIX века деревня относилась к Новинской волости 2-го стана, в начале XX века — к Новинской волости 1-го земского участка 1-го стана Тихвинского уезда Новгородской губернии.
В начале XX века близ деревни находился жальник.

САРОЖА — деревня Дубровского общества, дворов — 62, жилых домов — 92, число жителей: 163 м. п., 183 ж. п.
 
Занятия жителей — земледелие, лесные заработки. Река Пинега. Часовня, земская конная станция, кузница, мельница. (1910 год)

С 1917 по 1918 год деревня Сарожа входила в состав Новинской волости Тихвинского уезда Новгородской губернии. 
С 1918 года в составе Череповецкой губернии.
С 1924 года в составе Прогальской волости.
С 1927 года в составе Сарожского сельсовета Тихвинского района.
В 1928 году население деревни Сарожа составляло 359 человек.

Деревня Сарожа на карте 1932 года

Согласно карте Ленинградской области Северо-западного аэрогеодезического треста ГГУ издания 1932 года деревня насчитывала 33 крестьянских двора. В деревне располагалась почтово-телеграфная контора и две водяных мельницы.
По данным 1933 года деревня Сарожа являлась административным центром Сарожского сельсовета, в состав которого входили 15 населённых пунктов: деревни Каванщина, Каливец, Кривой Наволок, Нагавичино, Новая Усть-Капша, Огурцово, Осиново, Сарожа, Ханилово, Черноваткино; хутора Онегость, Тёплый Ручей, Утеха; выселок Дуброва, общей численностью населения 1895 человек.
В 1936 году в состав Сарожского сельсовета входили 14 населённых пунктов, 292 хозяйства и 8 колхозов.
В 1961 году население деревни Сарожа составляло 132 человека.
С 1965 года в составе Шомушского сельсовета.
По данным 1966 и 1973 годов деревня Сарожа также входила в состав Шомушского сельсовета, административный центр сельсовета находился в деревне Бор.
По данным 1990 года деревня Сарожа входила в состав Борского сельсовета.
В 1997 году в деревне Сарожа Борской волости проживали 107 человек, в 2002 году — 76 человек (русские — 96 %).
В 2007 году в деревне Сарожа Борского СП проживали 104 человека, в 2010 году — 77, в 2012 году — 111 человек.

## География
Деревня расположена в центральной части района на автодороге 41К-935 (Сарожа — Черноваткино — Кованщина), в месте её примыкания к автодороге 41А-009 (Лодейное Поле — Тихвин — Чудово).
Расстояние до административного центра поселения — 7 км.
Расстояние до ближайшей железнодорожной станции Тихвин — 22 км.
Деревня находится на левом берегу реки Пинега. К югу от деревни находится болото Нестеришенский Мох.

## Демография
| 1879 | 1885 | 1910 | 1928 | 1961 | 1997 | 2002 |
| ---- | ---- | ---- | ---- | ---- | ---- | ---- |
| 264  | →264 | ↗346 | ↗359 | ↘132 | ↘107 | ↘76  |
| 2007 | 2010 | 2017 |      |      |      |      |
| ↗104 | ↘77  | ↗90  |      |      |      |      |

### Национальный состав
Согласно данным Всероссийской переписи населения 2021 года в деревне проживали 49 человек, из них:
 русские — 47, узбеки — 1, один человек национальность не указал.

## Улицы
Придорожная

## Садоводства
Сарожа.